# Amarelo sólido
Amarelo sólido ou amarelo rápido AB é um corante azóico. Quimicamente é o sal de sódio do ácido 2-amino-5-[(E)-(4-sulfofenil)diazenil]benzenossulfônico ou ácido 4-Amino-1,1′-azobenzeno-3,4′-dissulfônico. Foi usado como um corante alimentício, referenciado na Europa pelo número E E105. É agora excluído, tanto na Europa como nos EUA e é proibido de ser utilizado em alimentos e bebidas, devido a dados toxicológicos que mostraram que é prejudicial. E105 tem sido implicado na asma não atópica.